# Kyra Panagia (Karpathos)
Kyra Panagia (griechisch Κυρά Παναγιά (f. sg.)) ist eine Außensiedlung von Aperi, an der Ostküste der griechischen Insel Karpathos. Der Ort wurde 1981 als Siedlung mit damals 34 Einwohnern anerkannt, ist aber nach den Volkszählungsergebnissen seit 2001 nicht mehr dauerhaft bewohnt. Zwischen zwei ins Meer ragenden Felsen liegt am Ausgang einer Schlucht eine Kies- und Sandbucht mit einem besonders steil abfallenden Meeresboden. Dieser Badestrand bewirkte in den vergangenen Jahren den Bau einiger modernerer Gebäude zur Erweiterung der touristischen Infrastruktur. Zu den paar Sommerhäusern von Bürgern aus Aperi sowie zwei alteingesessenen Pensionen kamen in den letzten Jahren mehrere weitere neue Unterkünfte dazu.

## Sehenswürdigkeiten

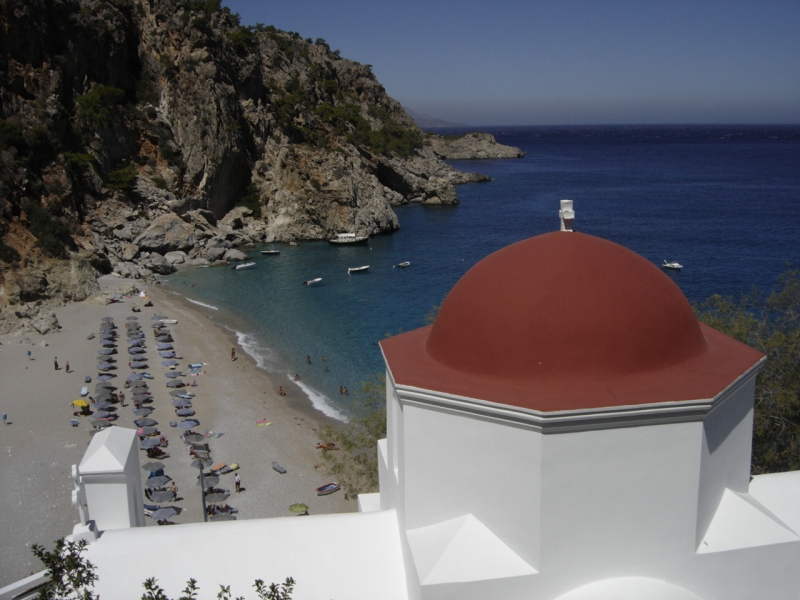
Blick von der Marienkapelle auf die Bucht von Kyra Panagia

- Auf der südlichen Felswand steht in rund 10 m Höhe, ganz in weiß mit roter Kuppel, die Marienkapelle, nach der die Bucht ihren Namen hat. Der Legende nach geriet das Boot des Schiffskapitäns Ioánnis Romnákis bei kräftigem Wind in Seenot. In seiner Verzweiflung flehte der Kapitän die Gottesmutter (griech. Kyra Panagia) um Rettung an. Das Wunder geschah, und eine riesige Welle spülte das Schiff zurück an Land. Als Dank erbaute der Kapitän im Jahr 1883 am Ort seiner Rettung eine Kapelle und weihte sie auf den Namen Panagiá.

- Neben dem Hauptstrand in der Bucht sind die beiden nahe beieinander liegenden Strände Káto Láko und Makrýs Gialós in ca. 20–30 Gehminuten über einen Fußpfad erreichbar.

## Fotogalerie

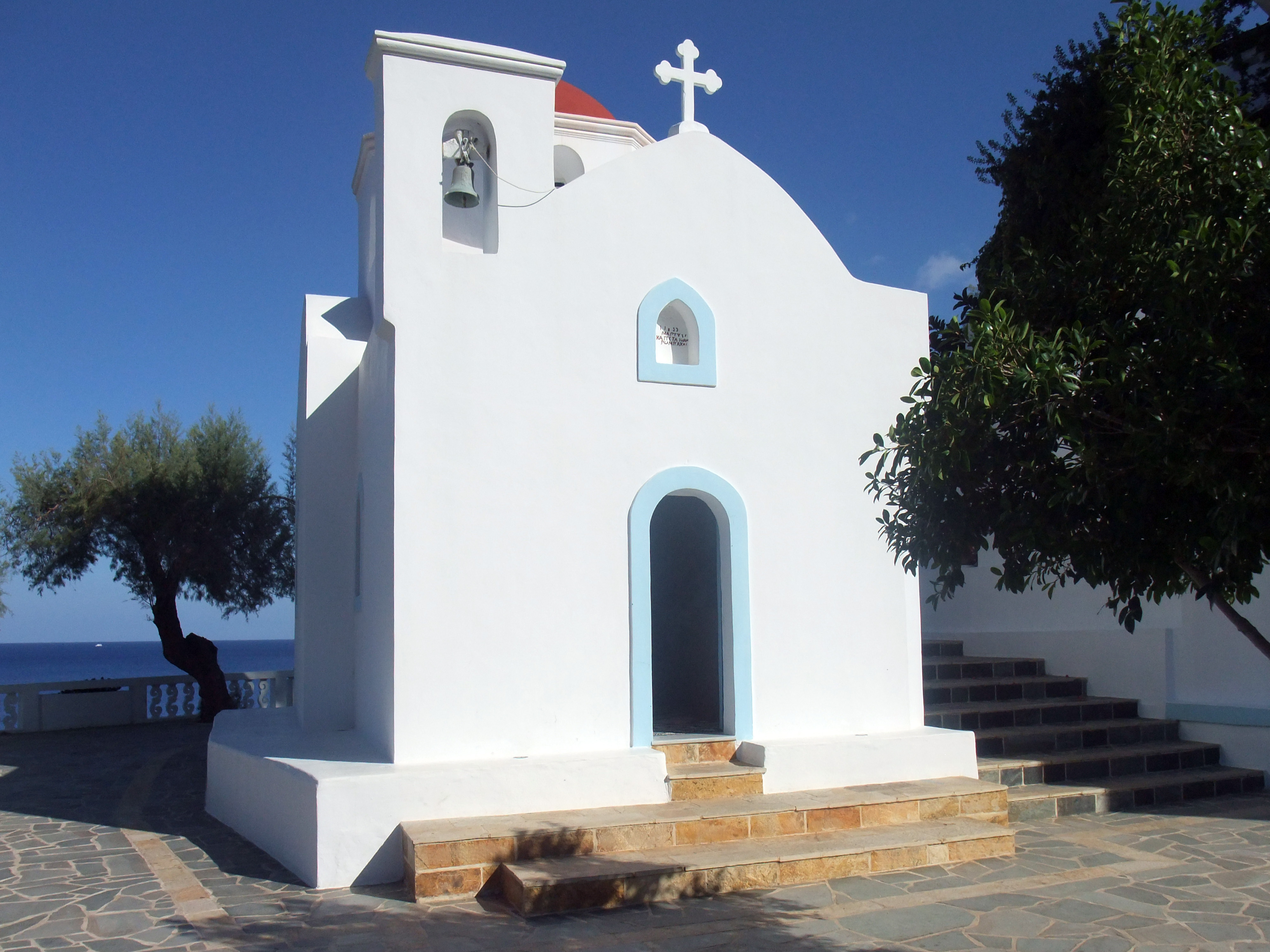
Marienkapelle bei Kyra Panagia
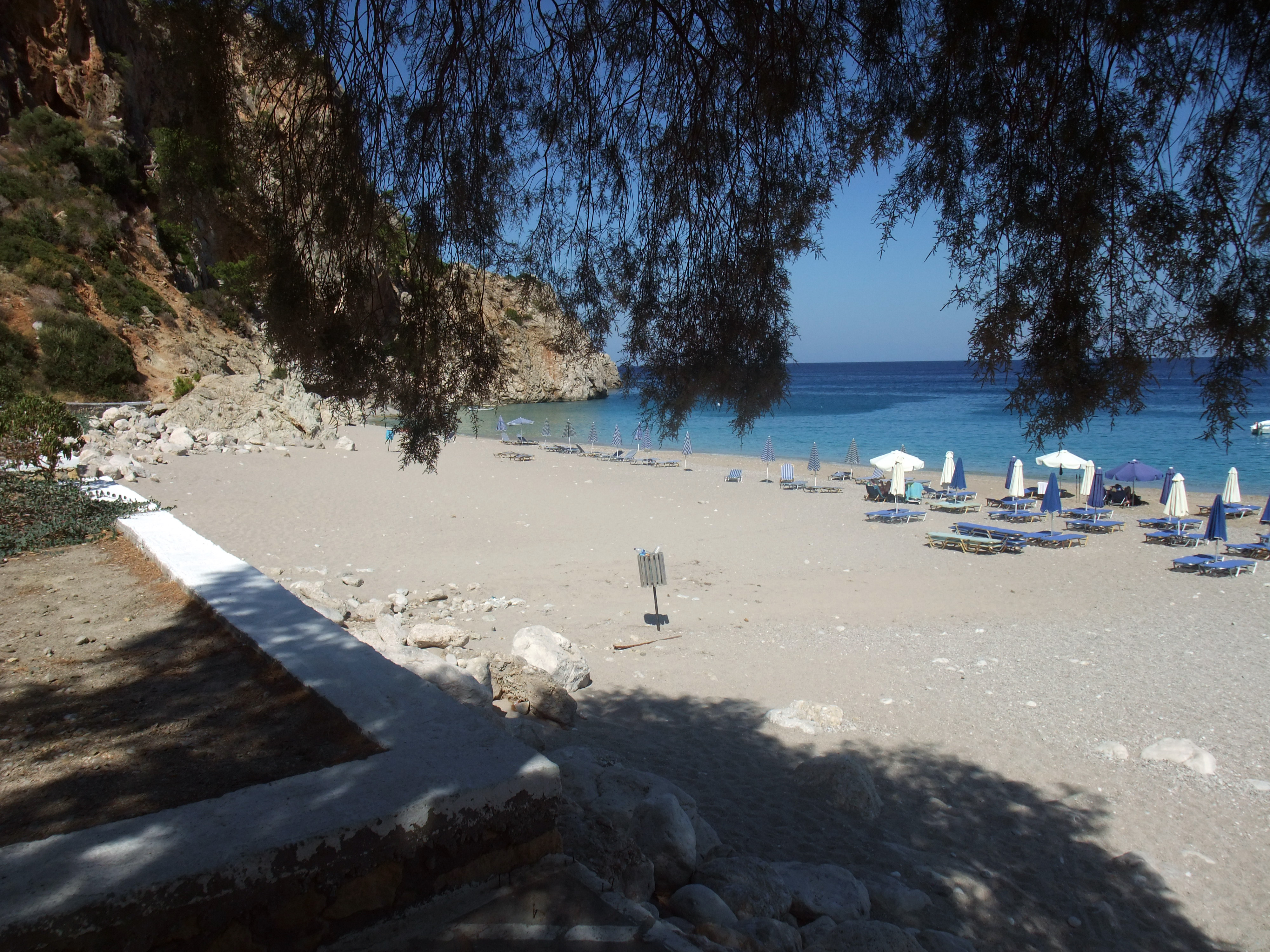
Sandstrand Kyra Panagia
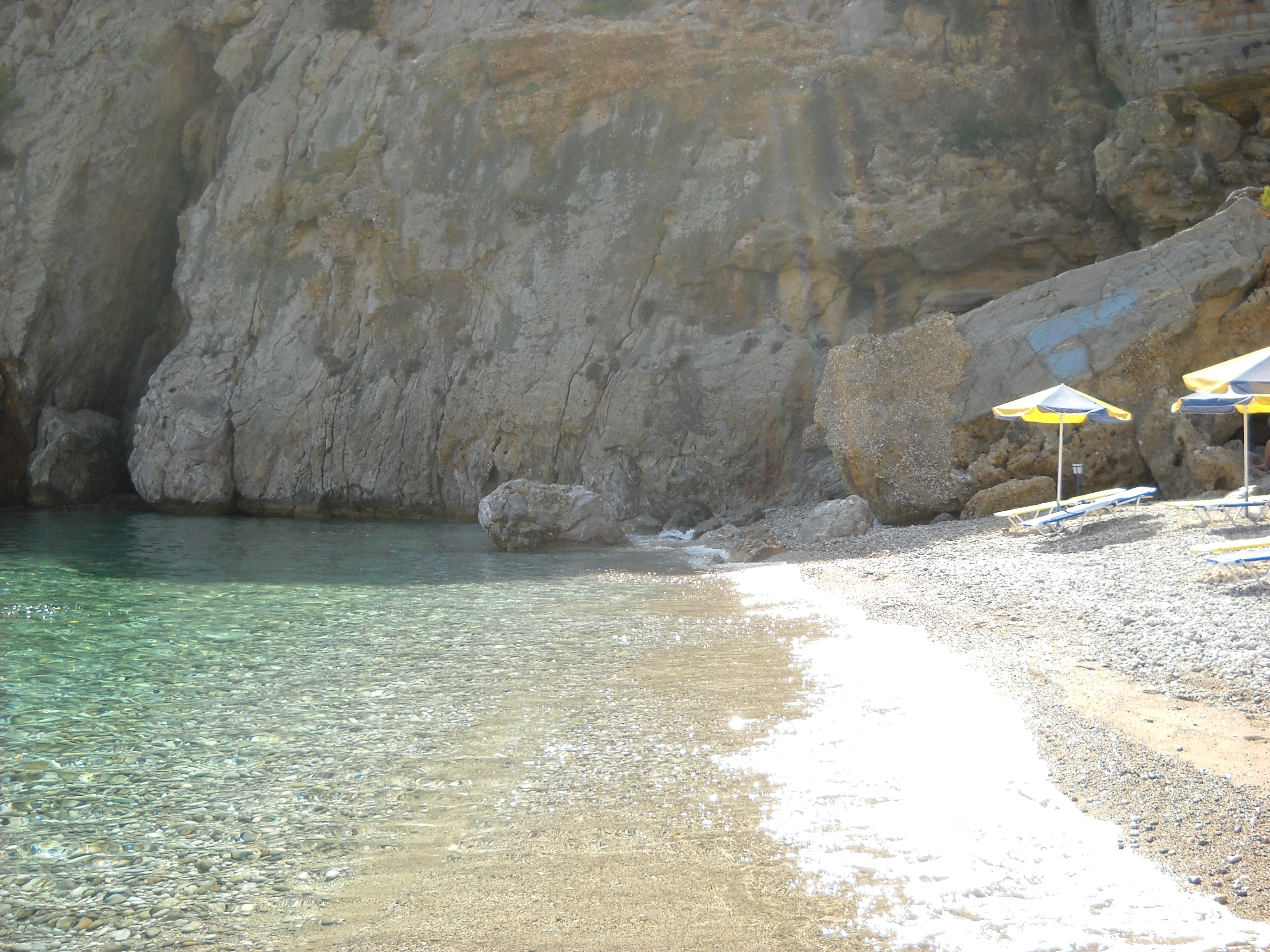
Strand bei Kyra Panagia